# 森安なおや
森安 なおや（もりやす なおや、1934年〈昭和9年〉11月1日 - 1999年〈平成11年〉5月19日〈推定〉）は、日本の漫画家。漢字表記は森安 直哉。本名は森安 直（もりやす ただし） 。
岡山県岡山市出身。1950年代を中心に活動し、トキワ荘の居住者の一人としても知られる。作品の多くは『漫画少年』等の雑誌や貸本屋向けの書き下ろし単行本（貸本漫画）に掲載された。寡作ではあったが、叙情に溢れた繊細なタッチは、漫画家仲間からも評価を受けていた。

## 来歴

### 高校卒業まで
岡山市内山下元町（現・岡山市北区表町）に生まれる。生家は果実商である一方、父は国鉄に勤務していた。男ばかり4人兄弟の末っ子だった。
小学生時代から漫画に親しむようになる。だが、高学年の頃に母が結核により死去。加えて、1945年6月29日の岡山大空襲で、家族に死傷者は出なかったものの生家は全焼した。このため、祖父母の住む吉備町に移る。父は育児のためにまもなく再婚したが、継母との関係は良好ではなかったとみられている。
1947年、関西中学校（関西高等学校の併設中学校）に入学。中学時代には、月刊少年雑誌（この時期に創刊されたものも多かった）を読むとともに、自ら漫画を描き始める。雑誌掲載漫画では特に田河水泡の作品を愛読、模写もした。雑誌への投稿も始めたが、多くの漫画家志望者が作品を寄せた『漫画少年』には送らなかった。この点に関して森安は後年「あの時投稿しなかったことが、他の仲間たちとの間で差がつく原因になった」と述べていたという。
中学を卒業後、1950年に岡山県立岡山南高等学校商業科に入学する。父はこの当時も国鉄に勤務していたが給与はあまりよくなく、森安はアルバイトを余儀なくされていた。2年生の時、新聞部の友人に頼んで、学校新聞に漫画を連載する。その後、「夕刊岡山」に勤務していた先輩の伝手で漫画を持ち込んで掲載され、これが商業デビュー（原稿料受領）となる。自信を得た森安は「山陽新聞中学生版」にも漫画を持ち込んでこちらも採用となり、その後連載を持つに至った。森安は田河水泡に次いで私淑していた石田英助に新聞掲載作の切り抜きを送って講評を求めたところ、激励するコメントとともに添削を付けて返された。高校3年生の春に東京に行き、石田と田河の自宅を訪問して、石田には高校卒業後の上京と漫画家志望を、田河には弟子入り志願をそれぞれ伝える。田河は当時、漫画家としての成功には努力だけでは克服できない生来の才能が必須と考え、押し寄せる弟子入り志願者の大半を拒絶したが、森安に対しては作品を見て門下生とすることを承諾し、高校卒業後の上京を促した。

### トキワ荘時代まで
1953年春、高校を卒業すると事前の計画通り漫画家になるため上京する。田河宅に挨拶に訪れた際に「直哉」のペンネームを授かる。当初は田河の元に「通い」で修行する話だった（上京直後は石田英助宅に仮寓）が、家政婦が退職した田河から後任を兼ねて内弟子となる誘いがかかり、田河宅に住み込む。当時田河の元で修行していた漫画家には、山根赤鬼・山根青鬼・滝田ゆう・藤田道郎（NHK職員、ドラマ版『まんが道』のプロデューサー）・三好好三（後の鉄道研究家）らがいた。しかし、家事経験の乏しい森安は住み込み仕事に苦しみ、「これでは漫画が描けない」という不満を抱くようになる。田河の説得を振り切り、約半年で内弟子をやめた。
田河の元を出た森安は、西池袋のアパートで暮らした。田河の紹介で『少年クラブ』や『漫画少年』に4コマ漫画を数度掲載したが、森安が期待した長編作品の掲載には至らなかった。収入に窮した森安は「漫画に関連する仕事」として、1954年に紹介により日動映画社（東映アニメーションの前身）に入社したものの、生活費を賄うには不足し、家賃は滞納した。そんな折に日動映画社の古沢日出夫から一人でやるよりグループで活動してはと、寺田ヒロオを紹介される。訪ねた寺田からはグループを作る構想を聞かされ、7月9日に寺田・森安のほか藤子不二雄・坂本三郎・永田竹丸をメンバーとして「新漫画党」が結成された。仲間ができたことで森安は再び漫画執筆を活発化させる一方、アニメーションへの興味は薄く、9月に入ると欠勤が増え、最終的に10月に日動映画社を解雇される（仮病を使って家で漫画を描いたことが理由）。この時期から『漫画少年』等に作品が掲載されるようになった。また、寺田と藤子不二雄の住むトキワ荘に頻繁に通った。森安は執筆先の中で『漫画少年』に重きを置き、稿料が滞納されても（抗議をしながら）寄稿を続けたが、1955年9月に版元の学童社が倒産、他誌に定期掲載のなかった森安は大きな衝撃を受ける。再び収入の道が絶たれた森安は、アパートを無断退去して、同じ西池袋の牛乳販売店に住み込みで勤め、配達と営業をしながら漫画を描いた。だが、1956年2月に配達中に転倒して牛乳瓶を割り、解雇された。トキワ荘に住む新漫画党員の鈴木伸一が、（自分が昼間不在のため）「とりあえずの居候」ならと招き入れる。森安は家財道具一式を鈴木の部屋に運び入れ、事実上居着くことになった。
『漫画少年』廃刊後は貸本漫画を主に手がけ、特にきんらん社の作品が多かった。貸本漫画は原則として締切がない反面、発行部数は少ないため稿料は安く、遅筆でもあった森安の収入は伸びなかった。その上、森安は金が入ってもすぐ散財する傾向があり、「お金があったら、とりあえず食い物、それから遊び」という生活スタイルだった。鈴木伸一と折半する約束だった家賃もほとんど払わず、鈴木の蔵書や背広を無断で売り払って自らの食費に充てたり、日用品を勝手に使ったりもした。鈴木が1956年6月に退去すると引き続き同じ部屋で生活したが、家賃も従来同様ほとんど払わなかった。寺田をはじめとする周囲からの借金や原稿料の前借りでしのぎながら漫画を描いたものの、返済されないことから寺田は金を貸さなくなった。それでも出版社に森安への発注を頼む寺田の心遣いに対し、出てきた仕事を森安はほとんど断った。講談社の編集者である丸山昭は、岡山を舞台にした地理教材の学習漫画などの仕事を斡旋しても描かないため「裏切られたという印象」があり、「私の顔を見ると『すみません、すみません』って逃げ回っていましたよ」と回想している。しかも、数少ない雑誌の仕事も落とすことが増え、またも生活に窮した森安は1956年の暮れにトキワ荘を退去した。家賃も滞納したまま退去した森安の行状に寺田は激怒して「新漫画党」からの「除名処分」を下すとともに、「今後一切森安なおやとは付き合わない」との回状を出した。

### 漫画家廃業とその後

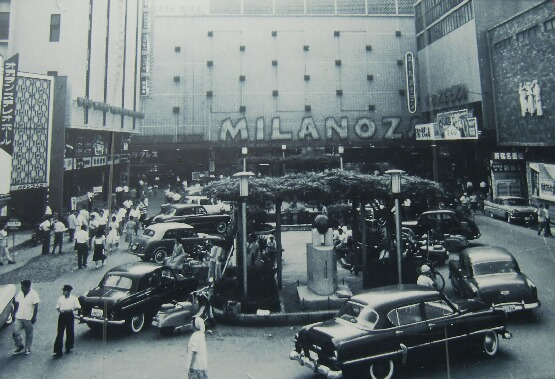
森安が勤務していた新宿TOKYU MILANO（写真中央のビル。1959年撮影）

トキワ荘退去後は、桜台のアパートに転居し、キャバレーの経理、食堂の皿洗い、大工見習い、家庭用品販売などの仕事を転々とした。その仕事ぶりは、生活苦から就職しても「漫画を描く時間が取れないから」という理由でやめることを繰り返したとされる。また、1957年6月に寺田ヒロオが結婚を理由にトキワ荘を出ると、再びトキワ荘に通って漫画家仲間と親交を持った。
森安は漫画をまだ断念していなかったが、雑誌からの原稿依頼は減少し、1957年から1958年にかけては貸本単行本以外の執筆はほとんどなかった。しかし、1959年に少年週刊誌（『週刊少年サンデー』・『週刊少年マガジン』）が創刊されると貸本漫画の需要は減少し、少年週刊誌での森安の執筆は出版社・本人の双方とも考慮の外だった。一方、森安はこの頃から結婚して家庭を持つことを望むようになり、1957年と1959年の二度、当時交際していた女性（それぞれ別人で、二度目の相手は後の妻）との結婚を田河に相談したが、いずれも生活力が伴わないことを理由に反対されていた。貸本漫画の衰勢は明らかとなり、1960年秋に漫画家を廃業した。雑誌をはじめとする他の漫画媒体の編集者と信頼関係が欠如していたこともその原因であった。
森安は新宿の新日本興業（現・東急レクリエーション）の「ミラノ座」キャバレー部門のマネージャーとして就職した。就職により田河は結婚を承諾し、1961年2月に田河を仲人として結婚した。結婚後、妻との間に3人の娘をもうけ、1963年からは立川市の大山団地に入居して、漫画をほとんど描かずキャバレーの仕事に専念した。しかし、「夜の街」での仕事は激務の割に薄給で、森安の性格にも合わなかったとされる。1967年に突然退職し、妻には「部長にダマされた。もうすぐ、ボーナス貰えるけど辞めてきた」とだけ話したという。退職後、短期間建設会社に勤め、続いて新宿で飲み屋（「スナックのようなクラブのような」店）を経営したが、不振により約2年で閉店した。
その時期に当たる1970年1月に雑誌『COM』での競作企画『トキワ荘物語』で作品を発表した。このあと、森安は長編『18才3ヶ月の雲』の執筆に着手した。1971年にプレハブ会社に就職する。この就職先は短期間で倒産したが、工作は得意だったという森安は以後も建築関連の企業に勤めた。次の就職先は大阪市の会社で、森安は約7年単身赴任生活を送った。東京に戻った後は別の会社に入社する一方、考えの違いから妻子に家から出るよう求め、別居した。
1981年のNHK特集『わが青春の「トキワ荘」 現代マンガ家立志伝』（5月25日放映）で、かつてのトキワ荘メンバーが取り壊しが決定したトキワ荘で25年ぶりの「同荘会」を開く、という内容が放送された。この「同荘会」には森安も出席したが、番組中ではそれにとどまらず、転職を繰り返しながら漫画家として再起をかける森安の姿を多くの時間を割いて紹介した。飲み屋で番組スタッフから「今でもやれば負けない?」と聞かれると「二十五年のハンディは絶対に取り返せない」と答え、「本当に番外。だから、僕が出ると彼らの出世ぶりが、余計こう目立つわけよ。」と語っていた。番組中、森安が前記の長編『18才3ヶ月の雲』（戦前の小作農の子供が、成長後軍隊に入って戦死する内容）を、数社の出版社に持ち込むシーンがある。ある出版社では絵柄の古さと長さに難色を示されて不採用となり、集英社の『週刊ヤングジャンプ』編集部では編集者（角南攻）が「諦めるのは惜しい作品」と評し、別れ際に「そういうことでやってみましょうよ」と前向きな言葉をかけていたが、最後にテロップで「そして……森安さんのマンガは結局出版されなかった」とコメントされていた。この描写に関して森安の友人の古書店主は、NHKが結末を決めていたと証言し「ジャンプでは最初、採用の方向で動いていて、アシスタントを付ける話もあったらしいんですが、NHKが『結局ダメでした』というオチにするため、『断ってくれ』って頼んだらしくて」と述べている。このコメントについて（それを採集した）評伝著者の伊吹隼人は、NHKのディレクターの依頼だけで出版社が採用を断ることもあり得ないとし、「戦記漫画」というジャンル自体が下火だったこと（そしてそれを森安が知らなかった可能性）や、『週刊ヤングジャンプ』の性格と合うテーマとは言いがたかった点を指摘している。その一方で伊吹は、作品の質にこだわる森安が未完の作品を持ち込む不自然さや内容が「出来過ぎている」点からNHKの作為も感じられると記し、作為の有無がどうあれ、番組での森安は「単なる"道化役"を演じたのみで終わった」と評した。ここで描かれた森安の姿に、視聴者からは新聞投書欄などで好意的な見方がされる一方、知人の間では評価する者と批判する者に分かれ、師匠の田河水泡は激怒して「破門」を言い渡した。事実上の「主役」扱いだったため、森安はギャラに期待していたが、NHKから渡されたのは「テーブルクロス一枚」だったという。
最後は建設会社の経理担当として約6年働き、1994年に定年退職して年金生活に入った。その頃友人から岡山城築城400周年記念事業への応募を持ちかけられ、未完となっていた『櫂の雫は花の色』を大幅に加筆改稿する形で『烏城物語』の執筆を開始する。この友人は「漫画家・森安なおやを岡山に呼ぶ会」を作り、『烏城物語』の出版も含めた企画は岡山市の記念事業に採択される。1997年に自費出版で『烏城物語』は刊行され、岡山では原画展や記念パーティも開かれたほか、旭川の川縁に、漫画の一コマを刻んだプレートを埋めた記念碑つきベンチが設置されている。また、『烏城物語』がきっかけで、1997年に日本漫画家協会関西支部長の推薦を受けて同会に加入している。晩年には執筆意欲があってもほとんど漫画を描かなくなる一方、『花のあとさき』という小説を手がけたりしていた。
1999年5月中旬には三好好三に体調不良を訴える電話をかけていた。同月21日、大山団地にある自宅の新聞受に新聞がたまっていることを連絡された妻が訪問して、死去しているところが発見された。警察の調べで、死因は急性心不全で、死亡推定日は5月19日とされた。葬儀は家族のみの密葬で執り行われたが、7月3日に立川市内で「森安なおや氏追悼の会」が催され、トキワ荘時代の鈴木伸一・藤子不二雄Ⓐ・水野英子のほか、永田竹丸・山根青鬼・山根赤鬼や親交のあったちばてつやが参加した。
墓所は八王子市川口町の萩霊園にある（2008年建立）。また郷里の岡山には友人の手により前記の『烏城物語』記念碑近くの旭川沿いに「森安直哉の桜」が没後に植樹された。
2013年以降、過去の短編をまとめた単行本が復刻されるなど、再評価の動きがある。

## 作風
中学校時代に漫画を描き始めた頃は独学だった。トキワ荘時代にも、下描きに鉛筆ではなくペンを使用し、余分な線はホワイトで消すという方法を取っていたため、原稿を少し折り曲げるだけでホワイトが剥落したという。
森安が田河水泡に入門した頃、田河は手塚治虫の漫画をまったく評価していなかった。森安は田河の意見に心服したわけではないが、手塚的な作風への違和という点では同調しており、映画的構図を取り入れても洋画ではなく小津安二郎を参考にするなど一線を画していた。トキワ荘では困ったときに漫画家同士でお互いにアシスタントを務める中、他の漫画家とは作風や執筆方法の大きく異なる森安の作品は手伝うことが難しく、制作の遅さに拍車をかけた。トキワ荘を出た後、複数の編集者から「手塚っぽい、時代に合った漫画も描いてみてはどうか」とアドバイスされてもそれに従うことはなかった。
それでも抒情性に富む森安の作品は漫画家仲間から一目置かれる面があり、藤子不二雄Ⓐは『烏城物語』に寄せた文章で「その作品のなんともいえぬ優しい抒情性は感動的だった」と記したほか、1957年に発表した『こけし地蔵さん』に藤本弘（藤子・F・不二雄）とともに驚いた（作品への感動と、作者と作風のギャップ）模様を『まんが道・青雲編』に描いている。また、主人公が恵まれなかったり孤独だったりする設定が多く、知人たちからは「自身の生い立ちの反映」と見る向きがある。
劇画がブームとなり始めた時期にはそれに近いタッチの作品も描いたが、後年の述懐では「依頼受けて、生活のために仕方なくやっただけ。ホントはあんなモン、描きたくなかった」という。
長いブランクを経て刊行された『烏城物語』では、以前のようなストーリーではなく絵で情緒を表す方向に作風を変え、漫画家の中ではみやわき心太郎が激賞、トキワ荘の「仲間」である永田竹丸、水野英子からも好意的な評価を受けた。ルポライターの昼間たかしは、『烏城物語』の高い芸術性を指摘するとともに、長い休載をしても干されない漫画家がいたり発表の場が1950年代よりもはるかに多かったりする現代（2020年代）ならば、「描きたい時にしか描かない」という森安の姿勢が受け入れられる余地があったとし、「時代の先を行きすぎていたのだと思う」と評している。

## 人物
藤子不二雄Ⓐの『まんが道』では、いささか奇妙な暮らし振りのトキワ荘住人として描かれている。
実際の森安について、「困ったことばかりするけど、どこか憎めない奴」という人物評をトキワ荘の関係者は共有していたとされ、同居中に数々の傍若無人な振る舞いを受けた鈴木伸一は「ひどい話でも後には笑い話になる。そんな人徳が確かにありましたから」と後年述べている。没後に開かれた「追悼の会」を伝える新聞記事には「愛すべき困ったヤツ」という表現で記された。
評伝を書いた伊吹隼人は、取材を進める中で森安自身の言動や周囲からの森安の評価が（同一人物であっても）あまりに両極端に分かれる（たとえば、「おおらかさとせせこましさが同居」）ことに当惑し、それをまとめることが困難だったと記している。
周囲からは食欲に目がない人物として知られ、以下のような話が伝えられている。
- 藤子不二雄両人が悪戯で蝋製のピーナッツを与えたところ、おいしそうに食べてしまった。ただし実際は当人もうまいとは思っておらず、その発言は森安が周囲を驚かせようとしてのことだったとされる。
- 同室の鈴木が鍵をかけて寝たため藤子不二雄の部屋に森安が来訪。夜中に森安が「くるしい!」と騒ぎ出したので話を聞くと「ハラが減ってくるしい!」と言い出して一晩中苦しんだ[注釈 15]。
- 仲間でユネスコ村に行った帰りに今川焼きを2個、帰宅後にラーメン、さらに食事に出て帰ってくると今度は永田竹丸と焼きそばを食べに出た[注釈 16]。

また、トキワ荘入居前から、空腹になるとトキワ荘に出向いて新漫画党の仲間に食べ物をねだり、「たかり」（おごると称して出前を取ったり、外食に誘ったりして、支払の段になると「今は金がない」と相手に出させる）もしばしばおこなった。こうした行為に対しては次第に「森安じゃあ、しょうがない」という受け止め方になっていったという。
トキワ荘関係者の独特のフレーズ「キャバキャバ」は森安もよく口にしていた。この言葉の意味は明確ではなく、森安は「順調に進んでいる」「喜ばしい」「情けなくて（あるいは皮肉に思えて）笑える」といった意味が多かったと伊吹隼人は記している。『まんが道』では学童社倒産の報を聞いた後にこのフレーズで笑っていた描写になっているが、実際にはコーラスの誘いを断って帰宅するほど動転・落胆していた。

## 主な作品
※二重鍵括弧は単行本。出典は「森安なおや・作品リスト」（『「トキワ荘」無頼派 漫画家・森安なおや伝』pp.273 - 278掲載）。
- 「堀部安兵衛」『少年クラブ』お正月増刊附録、講談社、1955年
- 『近藤圭子の歌 らんたん祭り』きんらん社、1956年5月
- 『すずらんの花咲けば』きんらん社、1956年7月
- 『赤い自転車』エトワール社、1956年
  - 1957年に『赤いじてんしゃ』のタイトルで、リライト・短縮版を『なかよし』9月号附録に掲載
- 『月夜の子守歌』きんらん社〈なかよしまんが物語〉、1957年4月
- 『こけし地蔵さん』きんらん社〈なかよしまんが物語〉、1957年11月
- 『おさげ社長さん』昌和漫画出版、1958年6月
- 「赤いナイフ」昌和漫画出版〈怪奇探偵シリーズ第二集〉、1958年7月
- 「マコちゃんとコロ」『たのしい二年生』1958年7月号 - 8月号、講談社（8月号は本誌、他は附録）
- 『続おさげ社長さん』昌和漫画出版、1958年9月
- 「くれないの姉妹」『星』第4号 - 第6号、きんらん社、1959年5月 - 7月
- 「黒いシグナル」（全6話[注釈 18]）『二十五時』第1号 - 第6号、きんらん社、1959年7月 - 11月
- 「赤い海」『眼』第4号 - 第6号[注釈 19]、きんらん社、1959年8月 - 10月
- 「星の十字架」『星』第8号、きんらん社、1959年9月
- 「母星物語」『白鳥』第9号、セントラル文庫、1959年9月
- 「こころに三つの鐘がなる 闇と嵐と洪水と」『星』第9号、きんらん社、1959年10月
- 「こころの灯台」『星』第10号、きんらん社、1959年11月
- 「珠子の日記」『白鳥』第11号、セントラル文庫、1959年11月
- 「こけし船頭さん」短編誌『白鳥』13号、セントラル文庫、1959年12月
- 「水色のボートとともに」『天使』第1号、エンゼル文庫、1959年
- 「赤いスキー靴」『星』第12号、きんらん社、1960年1月
- 「星の瞳」『星』第13号、きんらん社、1960年1月
- 「いそげジャイアンツ号」『たのしい三年生』1月号 - 3月号、講談社、1960年
- 「少女さくら」『星』第14 - 16、18号 きんらん社、1960年2月 - 5月
- 「みかんが河に流れるころ」『えくぼ』曙出版、1960年3月
- 「さざえの姉妹」『星』第19 - 21号、きんらん社、1960年7月
- 「母滝娘滝」『星』第22号、きんらん社、1960年9月
- 「赤いボート」『星』第24号、きんらん社、1960年11月
- 「カメラのお姐ちゃん」『お笑いクラブ』第3号、ひばり書房、1960年

（以下、漫画家廃業後）
- 「トキワ荘物語 まんが家志願 のるかそるか」『COM』1月号、虫プロ商事、1970年
  - 『トキワ荘青春物語』蝸牛社、に再録。
- 『烏城物語』自費出版、1997年1月
- 「小さな河の水映り」（『烏城物語』単行本に併載[注釈 20]）
- 「18才3ヶ月の雲」1970年 - 1999年執筆（未完、未刊行）

## 森安なおやを演じた人物
- 森川正太 - 銀河テレビ小説『まんが道・青春編』（1987年）
- 古田新太 - 『トキワ荘の青春』（1996年）
- 楠元健一（ラフメイカー） - 『ヒーローを作った男 石ノ森章太郎物語』（2018年）